# 富士岳
富士岳（ふじだけ）は、台湾にある山である。富士山型に見えるため、富士岳と呼ばれる。

## 概要
花蓮県万栄郷に位置する、中央山脈の峰の一つである。標高2,810メートル。

## 関連記事
- 郷土富士
- 富士山